# Riserva naturale Vette Feltrine
La riserva naturale Vette Feltrine è un'area naturale protetta della regione Veneto istituita nel 1975.
Occupa una superficie di 2.764,00 ha nella provincia di Belluno.